# Clubland TV
Clubland TV – to brytyjski bezpłatny kanał z muzyką taneczną. Clubland TV emituje różne podgatunki dance/EDM od lat 90. do współczesności, takie jak elektronika, techno, trance, eurodance, house, garage, K-pop i dance-pop. Kanał wystartował 28 stycznia 2008 r. Od marca 2008 r. kanał miał pięciokrotnie wyższą oglądalność niż jego główny rywal: MTV Dance.